# Багет

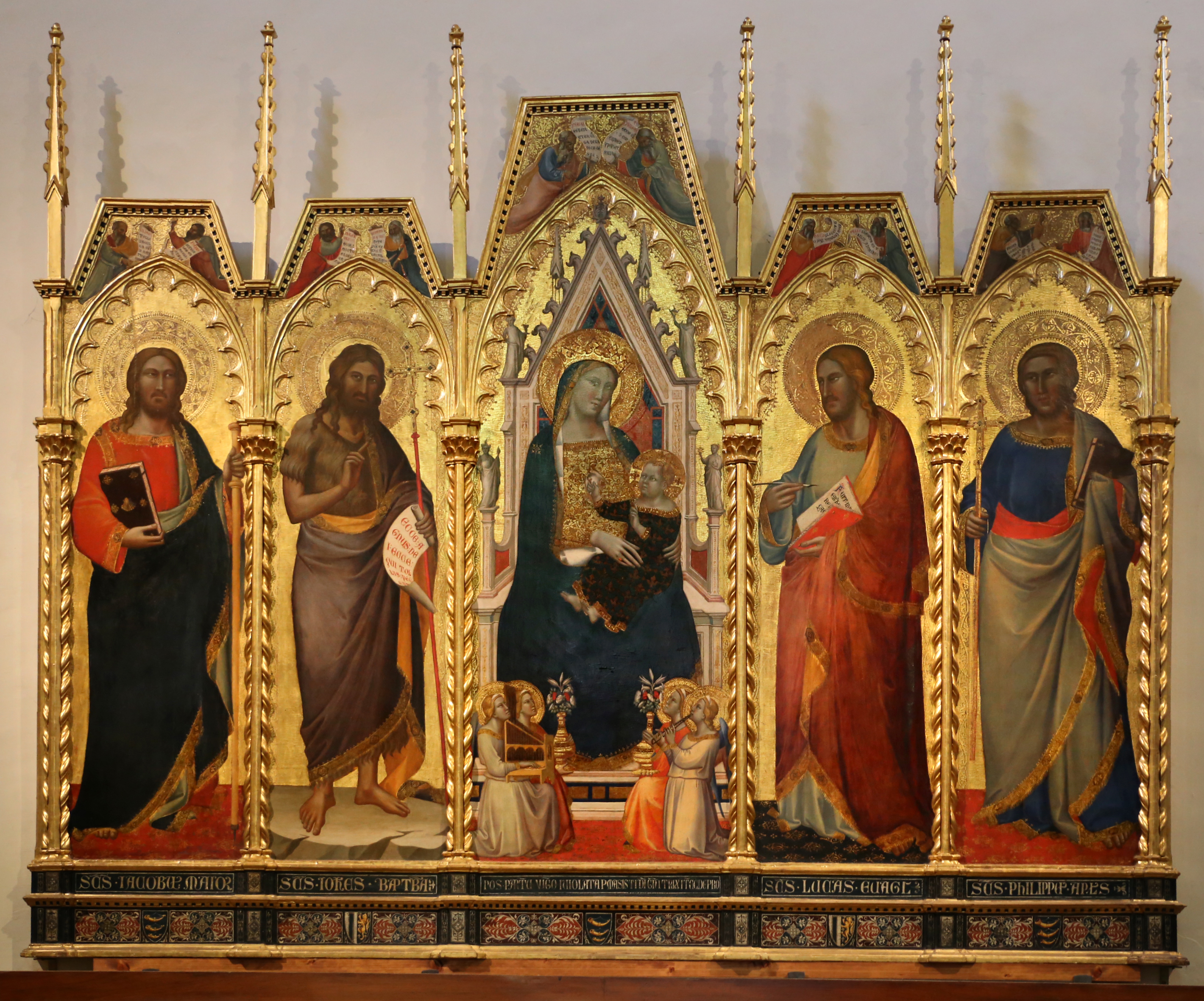
Багет прикрашає вівтарну картину у церкві Санта Фелічіта, Флоренція. Автор: Таддео Гадді.

Баге́т (від фр. baguette  — «паличка, прут») — обрамлення прорізу, картини, дзеркала або прикраса стіни, стелі у вигляді профільованої позолоченої або пофарбованої планки навколо фільонки.

## Багет в архітектурі
Багет веде свою історію з часів античності. Тоді в храмах, палацах і заміських віллах знаті стіни і стелі прикрашалися мозаїками, що, у свою чергу, обрамлялися так званим «декоративним багетом», або бордюром. Інша справа, що в такому виді багет і зображення були нероздільні і становили одне ціле. Проте, подібне оформлення настінних зображень можна вважати першими кроками до культури створення гармонічного інтер'єру.
В архітектурі, багет також називався заповнення колонної канелюри валиком півциркульного профілю, яке виконувалось не на всю висоту.
|  |  |

У середньовіччя поля сторінок рукописів прикрашалися декоративними бордюрами, що заповнювалися орнаментом: як скромного, так і досить багатого змісту. Це ще не сучасний багет, однак функція орнаменту очевидна: він служить розмежуванням зовнішнього хаосу і творчого порядку. З XI століття (яке прийнято називати Золотим століттям готики) у внутрішнім оздобленні церков з'являється велика кількість декоративних елементів: такі, як триптихи, ретабло (так у старовину називали декоративну прикрасу вівтаря) і багато чого іншого. Усі твори прикрашалися вишуканим різьбленням з того ж самого дерева, по якому працював художник.

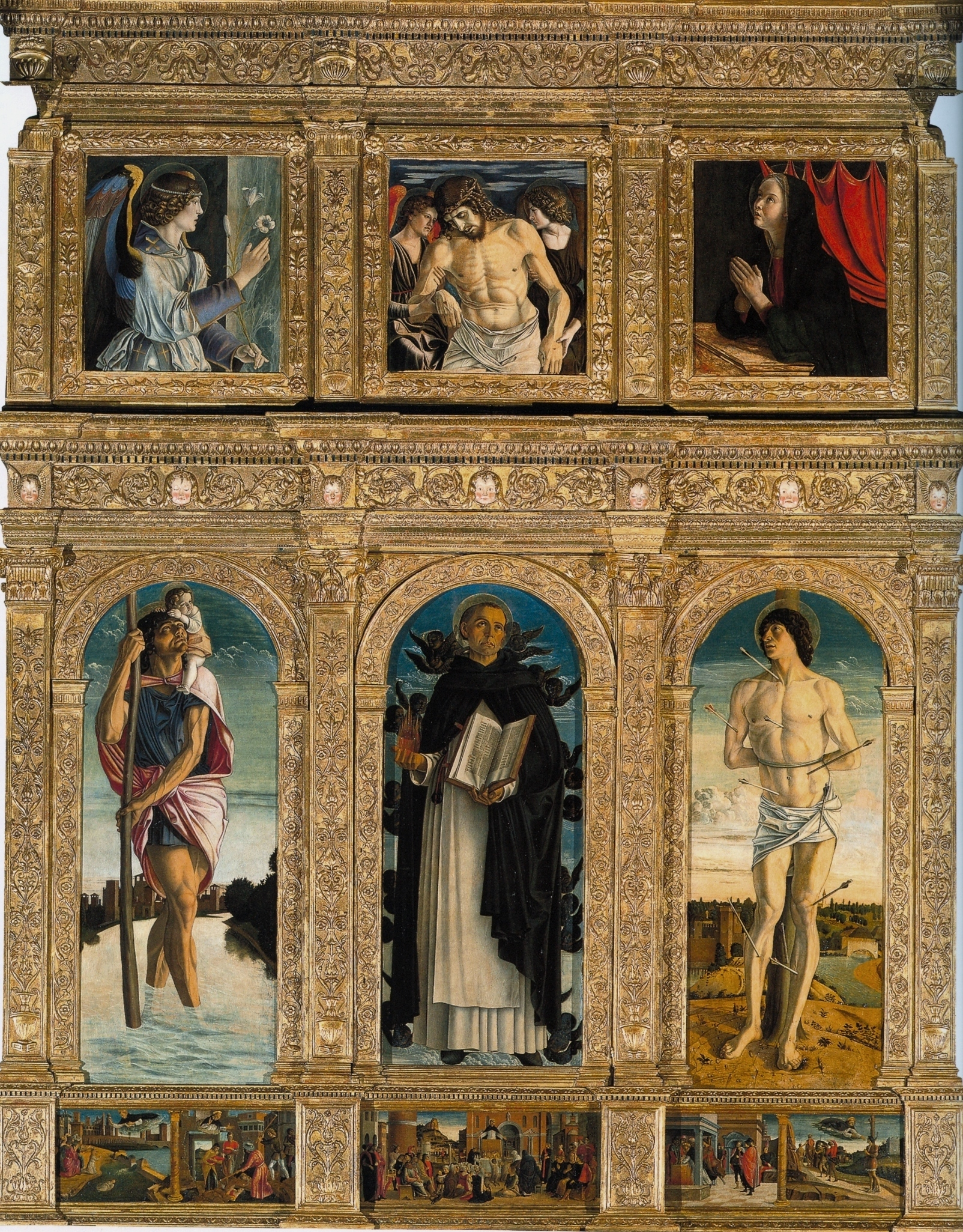
Вівтарна картина Джованні Белліні 1465 р. Венеція

Згодом настінний живопис здобуває тенденцію «відділення від стіни». Саме тоді зароджується мистецтво іконопису на дерев'яній або металевій основі. У такий спосіб релігійне мистецтво починає виходити за межі храму. Так, наприклад, у Тоскані збереглися примітивні рами, зроблені у свій час для робіт Джотто, Чима Буз, Джуччо (XIII століття). Вони імітували мармур і навіть були прикрашені фігурами святих.

## Багет як рама для картин
Епоха Відродження подарувала нам такий винахід, як живопис по полотні, яке необхідно було «захищати». Саме тоді і з'являється класичний багет. У той час він уже виконував дві основні функції: захисну і декоративну. Наприкінці XV — початку XVI століть багет нарешті займає свою нішу в мистецтві. Після цього техніка виконання багетів розвивається і міцніє, відповідаючи всім архітектурним стилям різних епох.